# Epopee

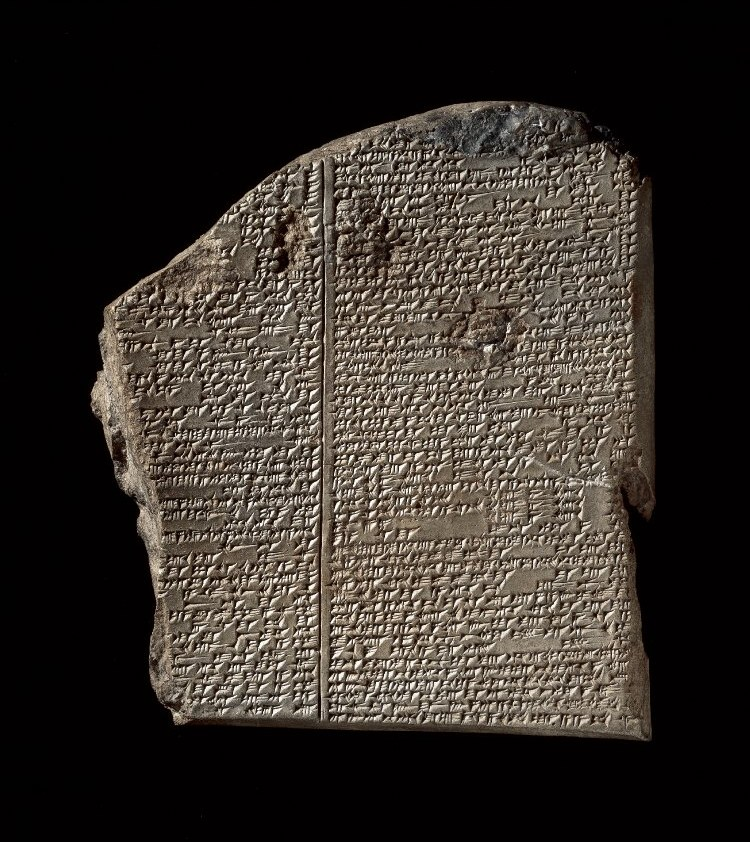
Tăblița a XI-a a Epopeii lui Ghilgameș, ce evocă modul în care zeii au trimis potopul pentru a distruge Pământul.

Epopeea este un poem epic de mari dimensiuni, în versuri, în care se povestesc fapte eroice, legendare sau istorice, ale unui singur personaj, ale unui grup de oameni sau ale unui popor, dominate adesea acțiuni cu totul ieșite din comun care se petrec în locuri stranii și depărtate, personaje extraordinare și/sau supranaturale.  Cuvântul epopee provine din cuvântul epos semnificând o producție epică de mare amploare. 
Epopeile se numără printre cele mai vechi opere literare care au supraviețuit până în zilele noastre. Ele au contribuit substanțial la formarea culturilor vechi, incluzându-le pe cele ale Sumerului, Greciei și Romei antice. Acestea, la rândul lor, au influențat puternic tradițiile culturale ale civilizațiilor ulterioare reverberând semnificativ până în prezent. 

## Caracteristici
Epopeile au următoarele caracteristici principale:
1. Eroul are o statură impozantă, de o importanță națională sau internațională și de o mare semnificație istorică sau legendară.
2. Locul acțiunii este întins pe mai multe regiuni.
3. Acțiunile necesită curaj supraomenesc.
4. Forțe supranaturale (zei, îngeri, demoni) iau parte la acțiune.
5. Este folosit un stil elevat.
6. Poetul păstrează viziunea obiectivă.

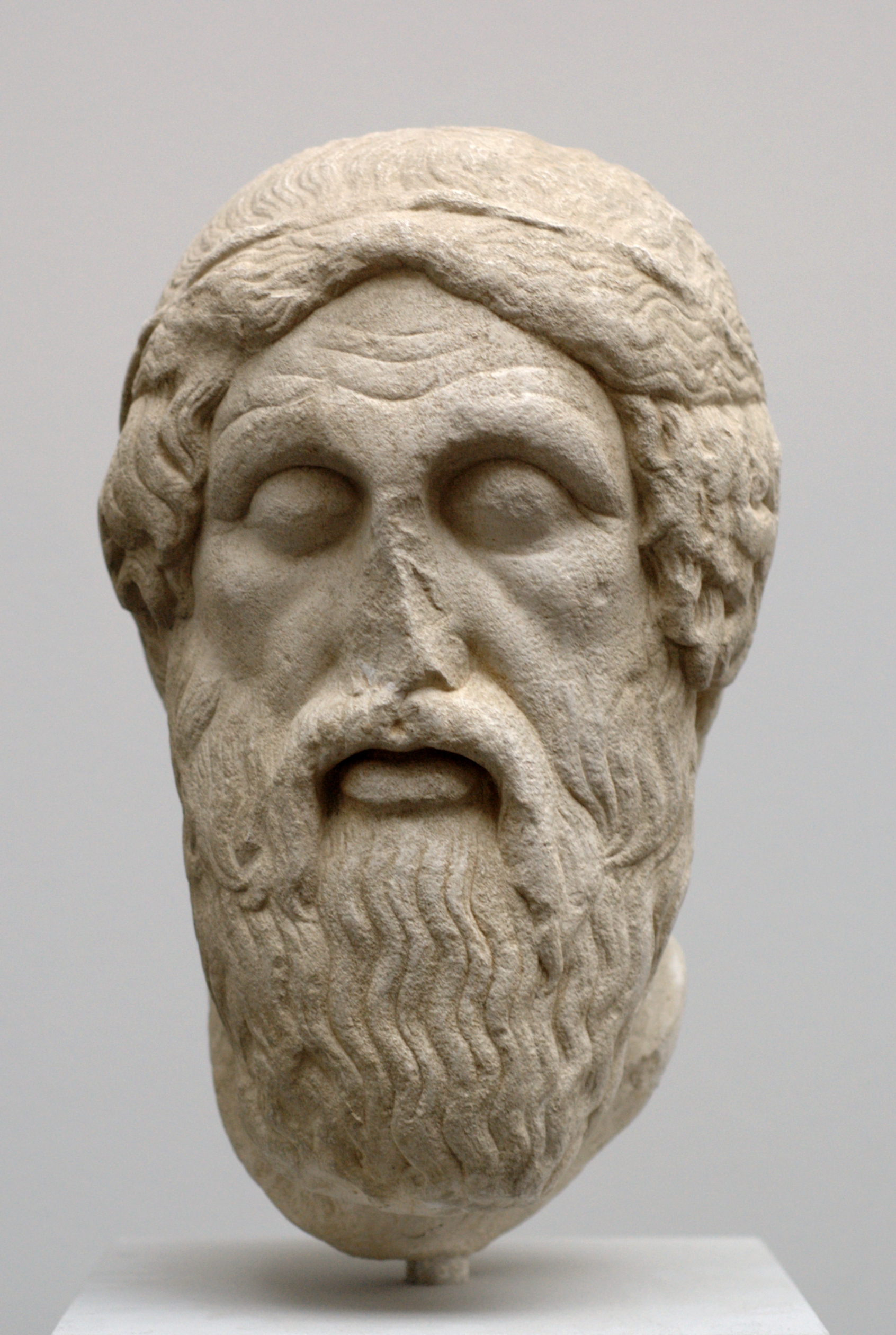
Una din multiplele "fețe" ale lui Homer, imortalizată în piatră într-un bust aflat la un muzeu din München.

## Epopei antice
Au supraviețuit fragmente substanțiale din Epopeea lui Ghilgameș, scrisă pentru prima dată pe tăblițe de lut în Sumeria, în jurul anului 2000 î.Hr. Ea povestește despre războinicul Ghilgameș și aspirația sa pentru adevăr și viață eternă. Cele mai vechi epopei complete, foarte diferite în spirit, au fost scrise în Grecia antică și i-au fost întotdeauna atribuite poetului Homer. Acestea sunt Iliada și Odiseea, opere atât de adorate de greci, încât aproape că ar putea fi numite cărți sfinte. 

### Homer
Legenda îl prezintă pe Homer ca pe un bard orb, recitându-și poeziile la curtea vreunui conducător și acompaniindu-se cu un instrument asemănător cu harfa, numit liră. Însă de fapt nu se știe nimic despre Homer și savanții încă nu au decis dacă el a scris una, amândouă sau poate nici una dintre marile epopei grecești. Este posibil ca ele să fi avut un sâmbure de adevăr care a fost transmis pe cale orală și dezvoltat de generații întregi de barzi, înainte să fie scrise în jurul secolului al VIII-lea î.Hr. Scrierea putea fi făcută de unul sau mai mulți "Homeri", care au prelucrat, au cizelat sau remodelat întâmplările.

Primele versuri ale Iliadei

Epopeile homerice se inspiră dintr-un șir de întâmplări (probabil în parte mitice, în parte istorie) care ar fi fost cunoscute oricărui grec. E vorba de originile, desfășurarea și consecințele Războiului Troian. Acesta a început când un prinț troian, Paris, a răpit-o pe Elena, soția regelui Menelau al Spartei. Agamemnon, fratele lui Menelau și mare rege al statului Micene, i-a recrutat apoi pe ceilalți conducători greci pentru a porni o campanie împotriva Troiei, pentru recâștigarea Elenei sau răzbunarea insultei. După un asediu eșuat de zece ani al orașului Troia, grecii și-au păcălit adversarii prefăcându-se că se retrag și lăsând în urmă un imens cal de lemn plin cu soldați. Locuitorii Troiei au dus calul în cetatea lor, triumfători, aducând asupra lor pieirea.
Diferite episoade din Războiul Troian și din evenimentele ulterioare (incluzându-le pe cele de după întoarcerea acasă a regilor greci victorioși) au fost folosite și refolosite în bogata literatură a Greciei. Iliada insistă asupra unui singur episod care a avut loc pe la sfârșitul lungului război. În acesta, Ahile, cel mai mare războinic grec, se ceartă cu Agamemnon și bombăne în cortul său, refuzând să lupte. În consecință, războiul ia o turnură proastă pentru greci, până când bunul prieten al lui Ahile, Patrocle, este ucis; înfuriat, Ahile se ridică la luptă, omorându-l în cele din urmă pe cel mai de temut războinic al troienilor, prințul Hector.
În lumea homerică, zeii se amestecă liber printre ființele umane, luând partea diferitelor personaje, complotând și luptând unii împotriva altora. Aceasta se întâmpla mai ales în Odiseea, în care eroul, Odiseu (cunoscut și sub numele de Ulise), este ajutat de zeița Atena, dar stânjenit la fiecare pas de Poseidon, zeul mărilor. Având reputația celui mai înțelept dintre greci, se presupune că Odiseu a fost cel căruia i-a venit ideea calului de lemn. Odiseea relatează călătoriile și aventurile prin care a trecut Odiseu, încercând să se întoarcă acasă după căderea Troiei. Printre cele mai faimoase episoade se numără lupta sa pentru a scăpa de Polifem, ciclopul, întâlnirea sa cu vrăjitoarea Circe, care i-a transformat tovarășii în porci și bătălia abilă în care îi ucide pe toți pețitorii care au hărțuit-o pe Penelopa, soția sa.

### Vergiliu
La șase secole după vremea lui Homer, romanii au devenit stăpânii Mediteranei. Însă cultura grecă păstra încă un prestigiu enorm, iar romanii au fost bucuroși să-și lege istoria de cea a grecilor, presupunând că prințul troian Eneas, despre care se spunea că a scăpat după căderea orașului său natal și a fugit în Italia, era chiar strămoșul lor. Prin urmare, cel mai mare poet roman, Vergiliu (Publius Vergilius Maro, 70-19 î.Hr.), a avut motive întemeiate să scrie o epopee avându-l ca personaj principal pe Eneas, deoarece prin relatarea faptelor lui el cinstea măreția Romei. Încurajat de însuși împăratul Augustus, Vergiliu a creat o epopee "oficială" ce descria trecutul mitic, dar era și plină de referiri la splendidul prezent imperial în care trăia.

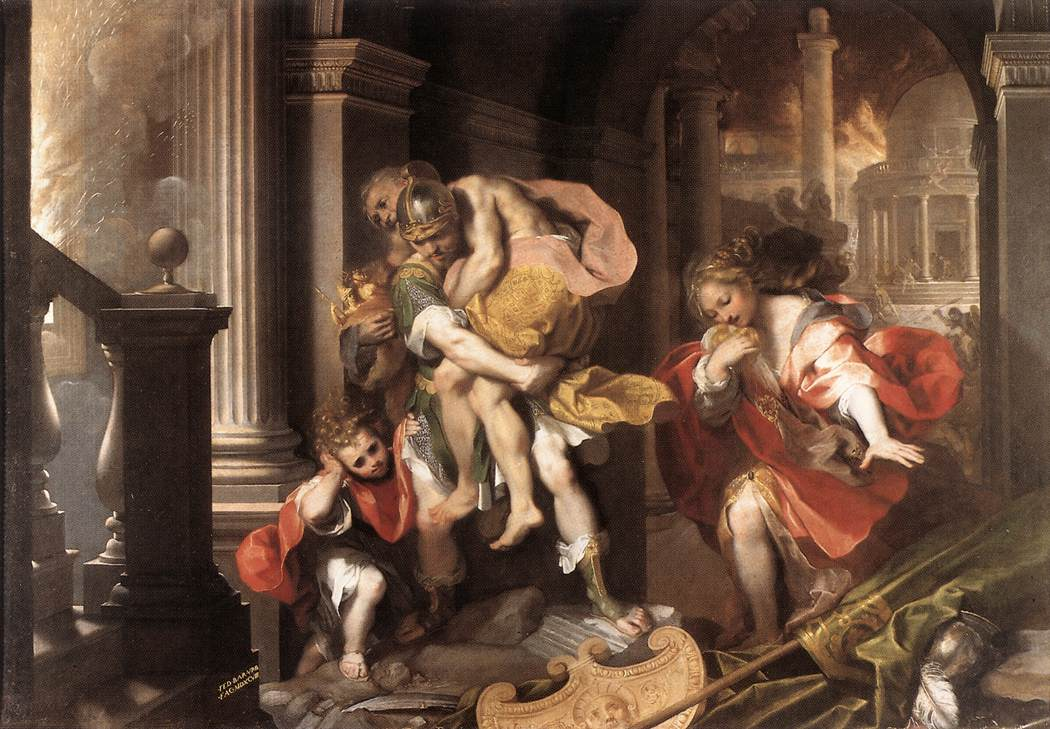
Eneas fuge din Troia incendiată, Federico Barocci, 1598 Galleria Borghese, Roma

Eneida urmează în mod deliberat tradiția homerică în care zeii (de data aceasta zeii romani) intervin în treburile oamenilor. Eroul său hoinar este tulburat de zeița Junona, dar protejat de mama lui, Venus. În cel mai faimos episod, el naufragiază aproape de Cartagina, unde Venus o face pe regina Didona să se îndrăgostească de el. Însă Jupiter, regele zeilor, îi ordonă lui Eneas să-și îndeplinească destinul și să părăsească Cartagina, iar Didona, cu inima frântă, se sinucide. După o vizită în lumea cealaltă, Eneas ajunge în Italia și ia parte la o serie de lupte și aventuri. În cele din urmă, se însoară cu fiica regelui din Latium. Aceasta asigură destinul imperial al Romei, deoarece, conform versiunii măgulitoare a lui Vergiliu, fiul lui Eneas, Iulus, este strămoșul familiei iuliene din care au provenit Iuliu Cezar și împăratul Augustus.
Epopeile lumii antice (greco-romane) au avut o influență durabilă asupra culturii occidentale, fiind o sursă de inspirație pentru poezii, piese de teatru, opere și un număr mare de picturi și sculpturi. Opera "Ulise" (1922) a lui James Joyce, o complexă capodoperă modernă, folosește strucura de întâmplări a Odiseii. Limba greacă și limba latină nu mai sunt atât de răpândite în școli, însă povestirile lui Homer și ale lui Vergiliu continuă să fie citite, în traducere, de milioane de oameni.

## Evoluția epopeii
Barocul a preluat acest gen literar, dar acum epopeile sunt mai mult comice (Gerusalemo eliberato), (Orlando furioso) etc.

## Epopei române
În literatura română, singura epopee încheiată, Țiganiada, aparține lui Ion Budai Deleanu, deși tentative de a scrie o epopee au avut și alți poeți, ca Traianida lui Dimitrie Bolintineanu sau celebra Anatolida a lui Ion Heliade Rădulescu. La capitolul epopei încheiate putem trece și Levantul, opera lui Mircea Cărtărescu, reprezentând o unică, în felul ei, epopee postmodernă.

## Curiozități
- Printre cele mai vechi și mai mari epopei cunoscute se numără Mahabharata și Ramayana din India, scrise în secolul II î.Hr.
- Prima epopee engleză este epopeea anglo-saxonă Beowulf (secolul VII), în care este ucis un balaur.
- Una dintre cele mai lungi epopei cunoscute este Șah-Namé, scrisă de persanul Firdoùsi.
- Faimoasele epopei medievale creștine includ Cidul, despre un erou spaniol și Cântecul lui Roland, în care eroii francezi Roland și Oliver apără ariergarda armatei împăratului Charlemagne cu prețul vieții.
- Epopeile apărute mai târziu, precum Lusiadele lui Camoen și Paradisul pierdut al lui Milton, sunt opere ale unor poeți celebri, care au tratat în mod conștient importante teme naționale și religioase.
- Imperiul Viselor (1988) este o epopei postmodernistă scrisă de Giannina Braschi. Tema principală a acestui epopei este noua viață plină de optimism a imigranților latinoamericani în New York, dramatizat de Braschi drept epicentrul Visului American.[1]
- Omeros este o epopee scrisă de Derek Walcott. A câștigat Premiul Nobel în 1992.[2]

## Epopei celebre
- Epopeea lui Ghilgameș
- Iliada și Odiseea
- Eneida
- Beowulf
- Kalevala
- Kalevipoeg
- Mahabharata
- Ramayana
- Șah-Namé
- Cidul
- Cântecul lui Roland
- La Franciade
- La Henriade
- Lusiadele
- Paradisul pierdut
- Țiganiada
- Ierusalimul eliberat
- Orlando furioso
- Imperiul Viselor
- Levantul

1. ↑  Aldama, Frederick Luis (2020). Poets, Philosophers, Lovers. Pittsburgh. p. 5.
2. ↑   https://www.britannica.com/biography/Derek-Walcott. Lipsește sau este vid: |title= (ajutor)